# Erebochlora regularis
Erebochlora regularis là một loài bướm đêm trong họ Geometridae.